# Opius epulatus
Opius epulatus är en stekelart som beskrevs av Papp 1981. Opius epulatus ingår i släktet Opius och familjen bracksteklar. Inga underarter finns listade i Catalogue of Life.